# Kempen (Bergisch Gladbach)
Kempen ist ein Ortsteil im Stadtteil Katterbach der Stadt Bergisch Gladbach im Rheinisch-Bergischen Kreis.

## Lage und Beschreibung
Kempen liegt an der gleichlautenden Kempener Straße südlich von Schildgen. Es bildet mit den umliegenden Ortsteilen einen geschlossenen Siedlungsbereich, so dass es nicht mehr eigenständig wahrgenommen wird.

## Geschichte
Die Siedlung geht wohl auf eine frühzeitliche Hofgründung zurück, 1831 an den Kämpen genannt.
Der Ort ist auf der Topographischen Aufnahme der Rheinlande von 1824 ohne Namen und auf der Preußischen Uraufnahme von 1840 als Kämpchen verzeichnet. Ab der Preußischen Neuaufnahme von 1892 ist er auf Messtischblättern regelmäßig als Kempen oder ohne Namen verzeichnet. Kempen war Teil der politischen und katholischen Gemeinde Paffrath.
| Jahr | Einwohner | Wohn- gebäude | Kategorie |
| ---- | --------- | ------------- | --------- |
| 1871 | 28        | 3             | Hofstelle |
| 1885 | 30        | 4             | Wohnplatz |
| 1895 | 33        | 4             | Wohnplatz |
| 1905 | 62        | 7             | Wohnplatz |